# Śląskie Towarzystwo Miłośników Książki i Grafiki (1937–1939)
Śląskie Towarzystwo Miłośników Książki i Grafiki – polskie stowarzyszenie zrzeszające bibliofilów śląskich, działające w latach 1937–1939 w Katowicach.
17.03.1937 r. odbyło się zebranie założycielskie Koła Związku Bibliotekarzy Polskich w Katowicach, a 9.06.1937 r. w ramach Koła utworzono Sekcję Bibliofilską. Na tymże spotkaniu na przewodniczącego Sekcji wybrano Tadeusza Pietrykowskiego – sędziego, który przyjechał z Torunia do pracy w katowickim sądzie. Działalność Sekcji nie trwała jednak długo. Prawdopodobnie jeszcze tego samego lub następnego roku usamodzielniła się i przyjęła nazwę Śląskie Towarzystwo Miłośników Książki i Grafiki. Ukonstytuował się Zarząd, w skład którego weszli: Tadeusz Pietrykowski – przewodniczący, Ludwik Brożek – sekretarz, Piotr Stasiak – skarbnik. W następnym roku zatwierdzono Statut, który określał cele i zasady działalności Towarzystwa. W ostatnim, 19. artykule, zamieszczono nazwiska 16 członków założycieli Towarzystwa. Znaleźli się tam: Tadeusz Pietrykowski, Leon Harasiewicz, Paweł Pszczółka, Wacław Olszewicz, Leon Fall, Ludwik Brożek, Piotr Stasiak, Karol Franek, Stefan Płuszczewski, Władysław Biernacki, Gabriel Miquel, Stanisław Majewski, Bolesław Krajewski, Paweł Steller, Alfred Jesionowski, Edward Grabowski. Według artykułu 3. Statutu Śląskie Towarzystwo Miłośników Książki i Grafiki było „stowarzyszeniem zamkniętym, składającym się najwyżej z 21 osób”. Wśród członków można znaleźć nazwiska najwybitniejszych osób tamtego okresu, m.in.: arcytypograf Jan Kuglin, Gustaw Morcinek, Emil Zegadłowicz czy Stanisław Wasylewski.
Nawiązano współpracę z toruńskim, lwowskim, a także krakowskim środowiskiem bibliofilskim. Kontakty z tym ostatnim zaowocowały dwoma „śląskimi” zeszytami miesięcznika „Silva Rerum”. Jako uzasadnienie ich wydania redakcja zacytowała słowa Piotra Chmielowskiego, które zostały zaczerpnięte z czasopisma „Ziarno” (Warszawa 1880):
"Węzły łączące pokrewne sobie plemiona, nie pękają nawet pod naciskiem wieków. Szlązk należy do tych części dawnej Polski, które najwcześniej plon literacki wydały. Wiek XIII wydaje tu pierwszego w średnich wiekach historyka dziejów powszechnych – Marcina Polaka z Opawy. W XVI stuleciu Szlązk dostarcza Krakowowi znawców łaciny i greczyzny. Wiek XVII sprawia, że poeci szlązcy, piszący po niemiecku (Opitz i inni), czerpią natchnienie ze wzorów polskich, a z Kochanowskiego przedewszystkiem. Toż samo stulecie rodzi natomiast poetę Anioła Szlązaka, który w dwa wieki potem stanie się pociechą w smutkach największego wieszcza naszego – Adama. Niechże się i dalej ciągnie ta nić sympatyi, droższa od złota i dyamentów, bo z głębi serca wysnuta"
Po owych dwóch zeszytach z 1938 roku do wybuchu II wojny światowej ukazał się jeszcze tylko jeden (nr 9), gdyż dwa kolejne (nr 10 i 11), przygotowywane do druku, zostały zniszczone przez niemieckiego okupanta. W ocalonych odbitkach szczotkowych, uratowanych z makulatury przez krakowskich drukarzy, zachowały się materiały śląskich bibliofilów.
Towarzystwo realizowało także inne zadania statutowe, do których należało: „podejmowanie wszelkiego rodzaju wydawnictw; odbywanie posiedzeń, organizowanie ankiet, konferencyj, odczytów, wykładów i wystaw oraz ogłaszanie konkursów z zakresu książki i grafiki”. Wybuch II wojny światowej przerwał działalność Towarzystwa. Z dorobku pozostał Statut, dwa numery „Silva Rerum”, księga protokołów, która uległa zniszczeniu wraz z Biblioteką Instytutu Pedagogicznego, gdzie była przechowywana. Kontynuatorem idei bibliofilskiej na Śląsku był założony dopiero w 1968 roku Oddział Śląski Towarzystwa Przyjaciół Książki. ŚTMKiG reaktywowano w 2002 roku.